# Гурская, Стефания
Стефания Гурская или Стефця Гурская (пол. Stefania Górska, Stefcia Górska, настоящая фамилия Задрозиньская, пол. Zadrozińska) — польская танцовщица, певица, актриса театра, кино и кабаре. Заслуженный деятель культуры Польши (1984).

## Биография
Стефания Гурская родилась 6 января 1907 года в Варшаве. Дебютировала на сцене в 1928 г. как певчая танцорка. Актриса театров и кабаре в Варшаве. Умерла 3 августа 1986 года в Варшаве, похоронена на Северном коммунальном кладбище в Варшаве.

## Избранная фильмография
- 1933 — Игрушка / Zabawka
- 1934 — Дочь генерала Панкратова / Córka generała Pankratowa
- 1935 — Антек-полицмейстер / Antek Policmajster
- 1936 — Папа женится / Papa się żeni
- 1937 — Парад Варшавы / Parada Warszawy
- 1939 — О чём не говорят / O czym się nie mówi…
- 1959 — Кафе «Минога» / Cafe pod Minogą
- 1959 — Инспекция пана Анатоля / Inspekcja pana Anatola
- 1960 — Цена одного преступления (Современная история) / Historia współczesna

## Награды
- Крест Заслуги (1956)
- Рыцарский крест Ордена Возрождения Польши(1965)
- Офицерский крест Ордена Возрождения Польши (1974)
- Заслуженный деятель культуры Польши (1984)